# Festa del Cinema di Roma 2021
La 16ª edizione della Festa del Cinema di Roma si è tenuta dal 14 al 24 ottobre 2021 presso l'Auditorium Parco della Musica di Roma, con la proiezione di 66 pellicole in rappresentanza di 23 paesi. Dopo le restrizioni dell'edizione 2020 la Festa del 2021 si è tenuta in presenza del pubblico con l'occupazione delle sale all'89% dei posti disponibili.
Il film di apertura è stato The Eyes of Tammy Faye, diretto da Michael Showalter, con Jessica Chastain; quello di chiusura è stato Eternals diretto da Chloé Zhao.
In questa edizione, per il settimo anno sotto la direzione artistica di Antonio Monda, sono stati assegnati i Premi alla carriera e il Premio del pubblico FS.
In preapertura, il 13 ottobre, è stato presentato Io sono Babbo Natale, ultima interpretazione cinematografica di Gigi Proietti. Il 14 ottobre i Manetti Bros. hanno presentato i primi cinque minuti di Diabolik, la cui uscita in sala è prevista per il 16 dicembre 2021.

## Selezione ufficiale
- L'arminuta, regia di Giuseppe Bonito (Italia)
- Becoming Cousteau, regia di Liz Garbus (Stati Uniti d'America)
- Charlotte, regia di Éric Warin, Tahir Rana (Canada, Francia, Belgio)
- C'mon C'mon, regia di Mike Mills (Stati Uniti d'America)
- Cyrano, regia di Joe Wright (Regno Unito, Italia, Canada, Stati Uniti d'America)
- Gli occhi di Tammy Faye (The Eyes of Tammy Faye), regia di Michael Showalter (Stati Uniti d'America) - FILM DI APERTURA
- Farha, regia di Darin J. Sallam (Giordania, Svezia, Arabia Saudita)
- Frank Miller American Genius, regia di Silenn Thomas (Stati Uniti d'America)
- Hive, regia di Blerta Basholli (Kosovo)
- I Am Zlatan, regia di Jens Sjögren (Svezia)
- Les jeunes amants, regia di Carine Tardieu (Francia, Belgio)
- The Lost Leonardo, regia di Andreas Koefoed (Danimarca, Francia, Svezia)
- Open Arms - La legge del mare (Mediterráneo), regia di Marcel Barrena (Spagna, Grecia)
- Mi novia es la revolución, regia di Marcelino Islas Hernández (Messico)
- The North Sea, regia di John Andreas Andersen (Norvegia)
- One Second, regia di Zhang Yimou (Cina)
- Due donne - Passing (Passing), regia di Rebecca Hall (Stati Uniti d'America)
- Una película sobre parejas, regia di Oriol Estrada, Natalia Cabral (Repubblica Dominicana)
- Promises, regia di Amanda Sthers (Italia, Francia)
- Sami, regia di Habib Bavi Sajed (Iran)
- Terrorizers, regia di Ho Wi-ding (Taiwan)
- A Thousand Hours, regia di Carl Moberg (Svezia, Danimarca)
- Yuni, regia di Kamila Andini (Indonesia, Singapore, Francia, Australia)

### Tutti ne parlano
- Secret Love (Mothering Sunday), regia di Eva Husson (Regno Unito)
- Libertad, regia di Clara Roquet (Spagna, Belgio)
- Red Rocket, regia di Sean Baker (Stati Uniti d'America)

### Eventi speciali
- Marina Cicogna - La vita e tutto il resto, regia di Andrea Bettinetti (Italia, Francia)
- Benny Benassi - Equilibrio, regia di Matt Mitchener, Devin Chanda, Stefano Camurri, Cesare Della Salda (Italia, Stati Uniti d'America)
- Strappare lungo i bordi, 2 episodi, di Zerocalcare (Italia)
- JFK Revisited: Through the Looking Glass, regia di Oliver Stone (Stati Uniti d'America)
- Caterina Caselli - Una vita, cento vite, regia di Renato De Maria (Italia)
- Scalfari. A Sentimental Journey, regia di Michele Mally (Italia)
- A casa tutti bene - La serie, 1 episodio, regia di Gabriele Muccino (Italia)
- Vita da Carlo, episodi 1 - 4, regia di Carlo Verdone, Arnaldo Catinari (Italia)
- E noi come stronzi rimanemmo a guardare, regia di Pierfrancesco Diliberto (Italia)
- I fratelli De Filippo, regia di Sergio Rubini (Italia)
- Eternals, regia di Chloé Zhao (Stati Uniti d'America) – FILM DI CHIUSURA

### Riflessi
- Città Novecento, regia di Dario Biello e Pierluigi Ferrandini (Italia)
- Crazy for Football - Matti per il calcio, regia di Volfango De Biasi (Italia)
- Fellini, Simenon - Con profonda simpatia e sincera gratitudine, regia di Giovanna Ventura (Italia)
- Inedita - Susanna Tamaro Unplugged, regia di Katia Bernardi (Italia)
- Muhammad Ali, regia di Ken Burns, Sarah Burns e David McMahon (Stati Uniti)
- No tenemos miedo, regia di Manuele Franceschini (Italia)
- Love, regia di Simona Ercolani, episodio di Stories of a Generation con Papa Francesco - serie TV (Italia)
- Paolo Di Paolo - Un tesoro di gioventù (Treasure of His Youth: The Photographs of Paolo Di Paolo), regia di Bruce Weber (Stati Uniti)

### Omaggi e restauri
- Ciao, Libertini! Gli anni Ottanta secondo Pier Vittorio Tondelli, regia di Stefano Pistolini (Italia)
- Luigi Proietti detto Gigi, regia di Edoardo Leo (Italia)
- Essere Giorgio Strehler, regia di Simona Risi (Italia)
- C'eravamo tanto amati, regia di Ettore Scola (Italia, 1974)
- Onde radicali, regia di Gianfranco Pannone (Italia)
- Vitti d'arte, Vitti d'amore, regia di Fabrizio Corallo (Italia)

## Alice nella città
La 19ª edizione di Alice nella città si è tenuta a Roma nelle stesse date e negli stessi spazi della Festa del Cinema.

### Concorso
- Anima bella, regia di Dario Albertini (Italia)
- Belfast, regia di Kenneth Branagh (Gran Bretagna)
- Belle, regia di Mamoru Hosoda (Giappone)
- The Hive (La Ruche), regia di Christophe Hermans (Belgio, Francia)
- My Sunny Maad, regia di Michaela Pavlátová (Repubblica Ceca, Francia)
- Olga, regia di Elie Grappe (Svizzera, Ucraina, Francia)
- Petite Maman, regia di Céline Sciamma (Francia)
- Softie (Petite nature), regia di Samuel Theis (Francia)
- The Justice of Bunny, regia di Gaysorn Thavat (Nuova Zelanda)
- Prayers for the Stolen (Noche de fuego), regia di Tatiana Huezo Sánchez (Messico, Germania)

### Fuori concorso
- Cusp, regia di Parker Hill e Isabel Bethencourt (Stati Uniti)
- Futura, regia di Pietro Marcello e Francesco Munzi e Alice Rohrwacher (Italia)
- Souad, regia di Ayten Amin (Egitto, Tunisia)
- La crociata (La Croisade), regia di Louis Garrel (Francia)

### Proiezioni speciali
- Cow, regia di Andrea Arnold (Gran Bretagna)
- Lamb, regia di Vladimir Jóhannsson (Islanda, Svezia, Polonia)

### Panorama Italia
- Il legionario, regia di Hleb Papou (Italia, Francia)
- Brotherhood, regia di Francesco Montagner (Repubblica Ceca, Italia)
- Let's Kiss (Franco Grillini storia di una rivoluzione gentile), regia di Filippo Vendemmiati (Italia)
- Sacro moderno, regia di Lorenzo Pallotta (Italia)
- La tana, regia di Beatrice Baldacci (Italia)
- Takeaway, regia di Renzo Carbonera (Italia, Germania)
- Mancino naturale, regia di Salvatore Allocca (Italia, Francia)
- Come prima, regia di Tommy Weber (Italia, Francia)
- Corpo a corpo, regia di Maria Iovine (Italia)
- War is Over, regia di Stefano Obino (Germania, Croazia, Iraq)

### Proiezioni speciali
- Sempre più bello, regia di Claudio Norza (Italia)
- Anni da cane, regia di Fabio Mollo (Italia)
- Una notte da dottore, regia di Guido Chiesa (Italia)
- Un mondo in più, regia di Luigi Pane (Italia, Francia)

### Eventi speciali
- Caro Evan Hansen (Dear Evan Hansen), regia di Stephen Chbosky (Stati Uniti)
- Time is Up, regia di Elisa Amoruso (Italia)
- Puffins, regia di Giuseppe Squillaci – web serie
- La famiglia Addams 2 (The Addams Family 2), regia di Greg Tiernan e Conrad Vernon (Stati Uniti, Regno Unito, Canada)
- Lizzy e Red, regia di Denisa Grimmová e Jan Bubenicek (Repubblica Ceca, Francia, Polonia, Slovacchia)
- Ron - Un amico fuori programma (Ron's Gone Wrong), regia di Sarah Smith, Jean-Philippe Vine, Octavio E. Rodriguez (Stati Uniti, Gran Bretagna)
- Anna Frank e il diario segreto (Where Is Anne Frank), regia di Ari Folman (Belgio, Francia, Israele, Paesi Bassi, Lussemburgo)

### Quei ragazzi - Omaggi e restauri
- Mimoza llastica, regia di Xhanfise Keko (Albania, 1973)
- Beni cammina da solo (Beni ecën vetë), regia di Xhanfize Keko (Albania, 1975)
- Wrony, regia di Dorota Kędzierzawska (Polonia, 1994)
- Tutta colpa del paradiso, regia di Francesco Nuti (Italia, 1985)
- Amore tossico, regia di Claudio Caligari (Italia, 1983)

## Premi
- Premio del pubblico FS: Open Arms - La legge del mare (Mediterráneo), regia di Marcel Barrena
- Premi alla carriera: Quentin Tarantino,[8] Tim Burton.[9]